# フンド・ヂ・キンタル
フンド・ヂ・キンタル（Fundo de Quintal）はブラジル出身の音楽グループ、バンド。ジャンルはサンバ、パゴーヂ（日常で歌われる小規模なサンバ）で同ジャンルの歴史においても特に重要なバンドである。1970年代末、リオデジャネイロで結成された。ジャンルはサンバ、パゴーヂ（日常で歌われる小規模なサンバ）。フンドジキンタル、フンド・デ・キンタルとも表記される。

## 概要
1970年代にリオデジャネイロのブロコ・カルナヴァレスコであるカシキ・ヂ・ハモスで結成された。結成時のメンバー及び担当楽器はアルミール・ギネート（カヴァキーニョ/バンジョー）、ビラ・プレジデンテ（パンデイロ）、ウビラニー（ヘピーキ・ヂ・マォン）、ジョルジ・アラゴン（ギター）、ソンブリーニョ（ギター/カヴァキーニョ）、セレーノ、ニオシ（共にタンタン）である。
当時すでに人気歌手であり、サンビスタでもあったベッチ・カルヴァーリョのショーに曲が使われ、またバックバンドとして度々出演するなど彼女の後押しを受け、1980年にファーストアルバムである”Samba é No Fundo de Quintal”がリリースされる。1980年代には結成メンバーであるアルミール・ギネートとジョルジ・アラゴンが脱退しソロ活動にシフトし、またニオシは若くして亡くなってしまう。彼らと入れ替わる形でアルリンド・クルス（カヴァキーニョ/バンジョー）とクレベル・アウグスト（ギター）が加入し、1983年から1990年まではメンバーを変えず7枚のスタジオアルバムを制作する。1992年、アルリンド・クルスが脱退。
2015年、第16回ラテン・グラミー賞において同バンドのアルバム、”Só Felicidade”がサンバ/パゴーヂ・アルバム部門にノミネートされる。
2018年、同バンド及びその楽曲がサンパウロのエスコーラ・ヂ・サンバ、Mancha Verdeのカーニヴァルのパレードにおけるテーマとなった。
2020年12月、結成以来のメンバーであったウビラニーが新型コロナウイルスの為に死去。
2025年6月14日、結成メンバーでありリーダーでもあったビラ・プレジデンテが死去。

## メンバー
現メンバー
- セレーノ（ポルトガル語版）（Sereno）- タンタン、ボーカル[1]
- マルシオ・アレシャンドレ（Márcio Alexandre）- カヴァキーニョ、リードボーカル
- Júnior Itaguay - バンジョー、リードボーカル
- Ademir Batera - ドラムス
- Tiago Testa - ヘピーキ・ジ・マォン

旧メンバー
- ビラ・プレジデンテ（ポルトガル語版）（Bira Presidente）- パンデイロ、ボーカル[1]
- ウビラニー（ポルトガル語版）（Ubirany）- ヘピーキ・ジ・マォン、ボーカル[1]
- アルミール・ギネート（英語版）（Almir Guineto）[1]
- ジョルジ・アラゴン（英語版）（Jorge Aragão）[1]
- ニオシ（Neocy）[1]
- ソンブリーニャ（ポルトガル語版）（Sombrinha）[1]
- アルリンド・クルス（Arlindo Cruz）[3]
- クレベル・アウグスト（ポルトガル語版）（Cleber Augusto）[7]
- Mário Sérgio[7]
- Flavinho Silva[7]
- デルシオ・ルイス（ポルトガル語版）

## ディスコグラフィー
スタジオアルバム
- 1980: Samba é No Fundo de Quintal
- 1981: Samba é No Fundo de Quintal Vol. 2
- 1983: Nos Pagodes da Vida
- 1984: Seja Sambista Também
- 1985: Divina Luz
- 1986: O Mapa da Mina
- 1987: Do Fundo do Nosso Quintal
- 1988: O Show Tem Que Continuar
- 1989: Ciranda do Povo
- 1991: É Aí Que Quebra a Rocha
- 1993: A Batucada dos Nossos Tantãs
- 1994: Carta Musicada
- 1995: Palco Iluminado
- 1996: Nas Ondas do Partido
- 1997: Livre Pra Sonhar
- 1998: Fundo de Quintal e Convidados
- 1999: Chega Pra Sambar
- 2001: Papo de Samba
- 2003: Festa Pra Comunidade
- 2006: Pela Hora
- 2011: Nossa Verdade
- 2015: Só Felicidade

ライブアルバム
- 1990: Ao Vivo
- 2000: Simplicidade
- 2002: Gravado no Cacique de Ramos
- 2004: Ao Vivo Convida
- 2007: O Quintal do Samba
- 2008: Samba de Todos os Tempos
- 2009: Vou Festejar
- 2012: No Compasso do Samba
- 2015: Fundo de Quintal no No Circo Voador — 40 Anos
- 2017: Roda de Samba do Fundo de Quintal no Cacique de Ramos